# Büchenau
Büchenau ist ein Stadtteil von Bruchsal. Das typische Straßendorf wurde 1281 gegründet und ist vor allem durch seinen Tabak- und Spargelanbau bekannt.

## Geschichte

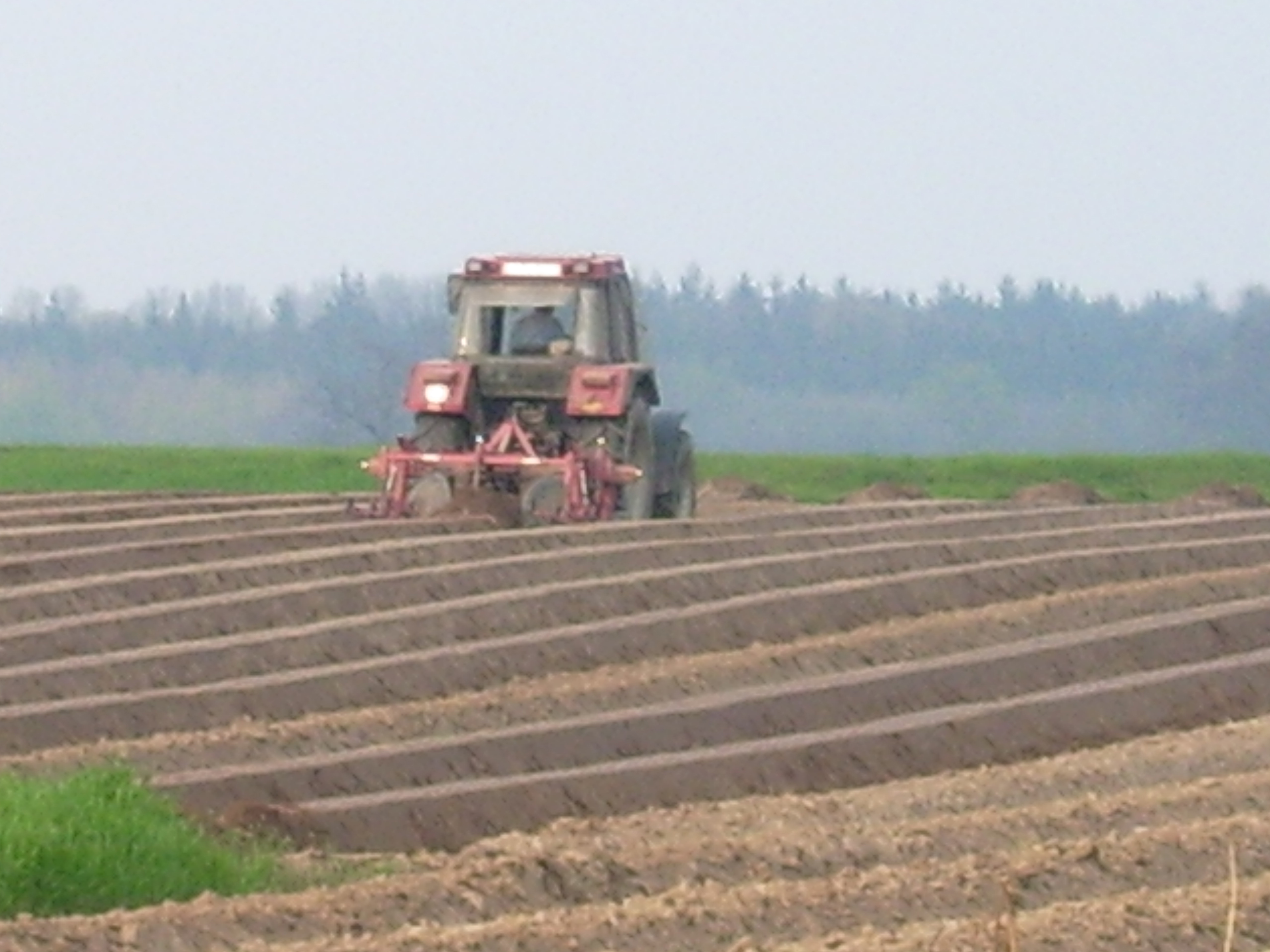
Spargelanbau in Büchenau

Um das Jahr 1000 suchte Bruchsal nach neuen Siedlungsmöglichkeiten. Dabei stieß man auf dem Gebiet des heutigen Büchenau auf gutes und fruchtbares Ackerland. So entstand eine neue Siedlung namens ‚Büchelnawe‘, was in etwa „Niederlassung auf einer Au mitten im Buchenwald“ bedeutet. Der Name änderte sich mehrmals im Laufe der Zeit. Weitere frühe Bezeichnungen lauteten Büchelnowe, Büchelnow, Büchelau, Büchelnaw, bis sich schlussendlich der heutige Ortsname Büchenau durchsetzte.
Im Jahr 1281 erfuhr der Ort die erste urkundliche Erwähnung. 1500 wurde Büchenau ein selbstständiges Straßendorf und zu Beginn des 17. Jahrhunderts lebten schon ca. 400 Menschen in Büchenau. Durch den Dreißigjährigen Krieg schrumpfte die Einwohnerzahl bis 1648 allerdings wieder auf ca. 70 bis 80 Menschen. 1747 wurde die Kirche St. Bartholomäus wegen Platzmangels abgerissen und neu aufgebaut.
Am 2. bis 3. Februar 1945 wurde Büchenau und Staffort durch einen Bombenangriff, der eigentlich dem Karlsruher Schloss galt, fast gänzlich dem Erdboden gleichgemacht. Die in der Nacht vor dem Angriff gestreuten „Christbäume“ sollten den Bomberpiloten den Weg nach Karlsruhe zeigen, wurden jedoch vom Wind verweht und landeten bei Büchenau. Es gab zwölf Todesopfer zu beklagen und 50 Häuser wurden komplett zerstört. Ironischerweise wurden Möbel aus dem Karlsruher Schloss, die man im Gasthaus zum Löwen (heute Metzgerei Reineck) eingelagert hatte, ebenfalls ein Opfer der Flammen.
Seit dem 1. Juli 1972 gehört Büchenau als Stadtteil zu Bruchsal, bleibt jedoch mit einer politischen Verwaltung und seiner kulturellen Entwicklung weitgehend eigenständig. Bis zum 1. Januar 1973 war Büchenau Teil des Landkreises Bruchsal, nach dessen Auflösung gelangte Büchenau mit der Stadt Bruchsal zum vergrößerten Landkreis Karlsruhe.

### Sonstiges

#### Wegkreuze

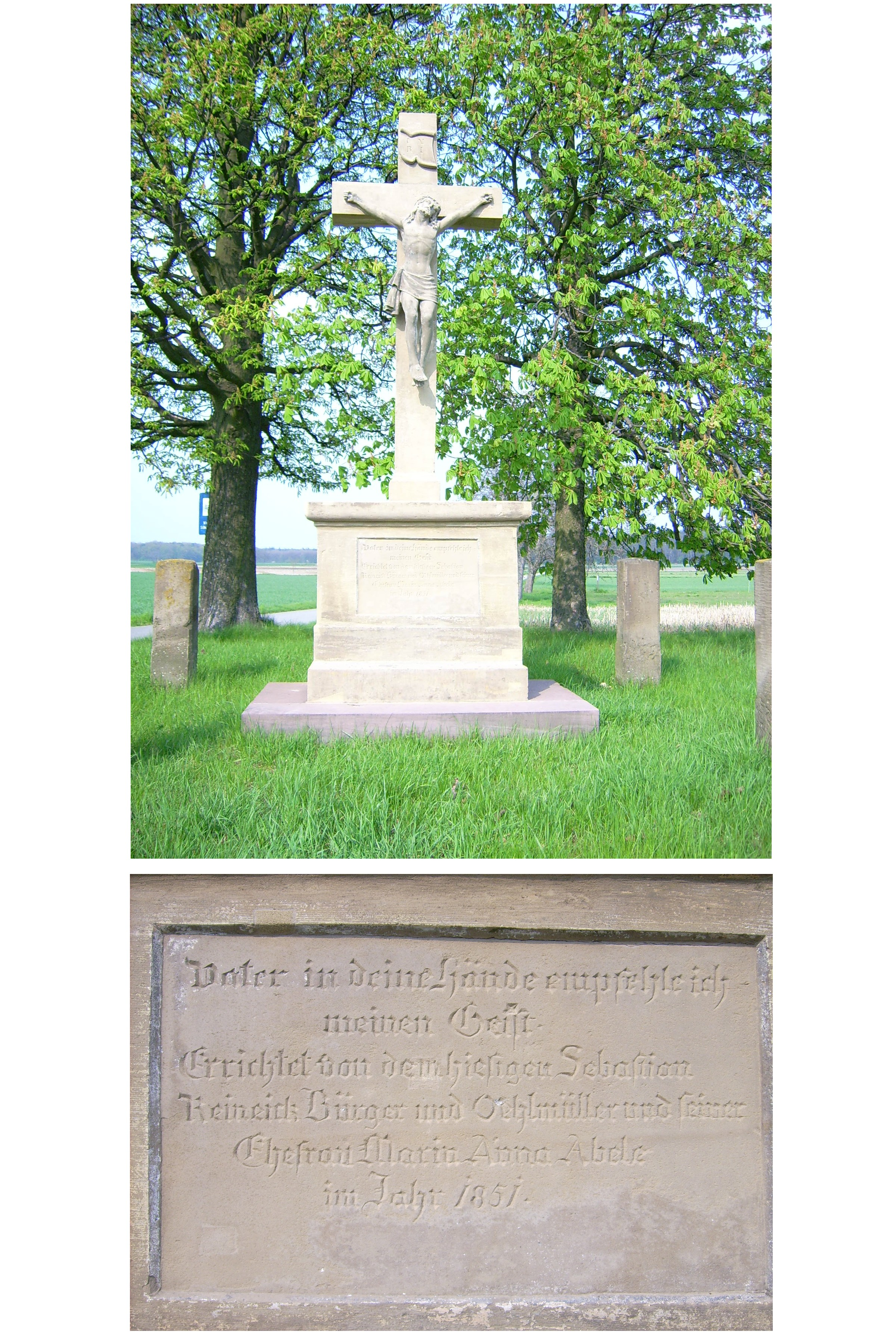
Wegkreuz am Kehrweg

Im Ort gibt es vier historische Wegkreuze:
Wegkreuz im Oberdorf:
Inschrift:
OCRVX SALVE SPES VNICA
HOC VITAE NOSTRAE TEMPORE
SECVRITATIS TESSERA
INTER BELLA ET PERICVLA
Übersetzung:
O Kreuz, sei gegrüßt,
einzige Hoffnung unseres Lebens
in dieser Zeit,
Hort der Sicherheit in Kriegen und Gefahren.
Wegkreuz im Unterdorf
Inschrift:
O Ihr alle, die Ihr auf dem Wege vorübergehet, sehet, ob
ein Schmerz ist gleich meinem Schmerze
Anno 1759
Wegkreuz am Kehrweg
Inschrift:
"Um unserer Messethaten willen ist er verwundet, um
unserer Sünden willen zerschlagen, durch seine Wunden
werden wir geheilt." Js 53.5
Wegkreuz am Waldweg
Inschrift:
Vater in deine Hände empfehle ich meinen Geist.
Errichtet von dem hiesigen Sebastian Reineck Bürger
und Oehlmüller und seiner Ehefrau Maria Anna Abele

## Politik

### Ortschaftsrat
Der aktuelle Ortschaftsrat der Gemeinde Büchenau wurde am 9. Juni 2024 gewählt und hat zehn Mitglieder. Die Wahl erbrachte folgende Ergebnisse:
| Partei | Stimmen | +/−     | Sitze | +/− |
| CDU    | 44,24 % | (+4,45) | 4     | (0) |
| FW     | 39,40 % | (−1,25) | 4     | (0) |
| SPD    | 16,37 % | (−3,19) | 2     | (0) |

Insgesamt betrug die Wahlbeteiligung 57,30 % (1390 Wähler) bei 3,45 % (48 Stimmzettel) ungültigen Stimmen.

### Ortswappen
Das Büchenauer Ortswappen zeigt, gehalten in typisch badischem Gelb-Rot, in der oberen Hälfte die Hanfwaage und in der unteren Hälfte ein Tabakblatt. Diese Darstellung kam nicht von ungefähr, zwang doch die einzige anerkannte und geeichte Waage die Bauern der gesamten Umgebung ihre Hanf- und Flachs- sowie später eben auch ihre Tabakernte hier wiegen zu lassen. Bis etwa 1870 ging der Hanf- und Flachsanbau jedoch zurück und man stellte langsam auf Tabakanbau um welcher bis zum heutigen Tage überlebte.

## Öffentliche Einrichtungen

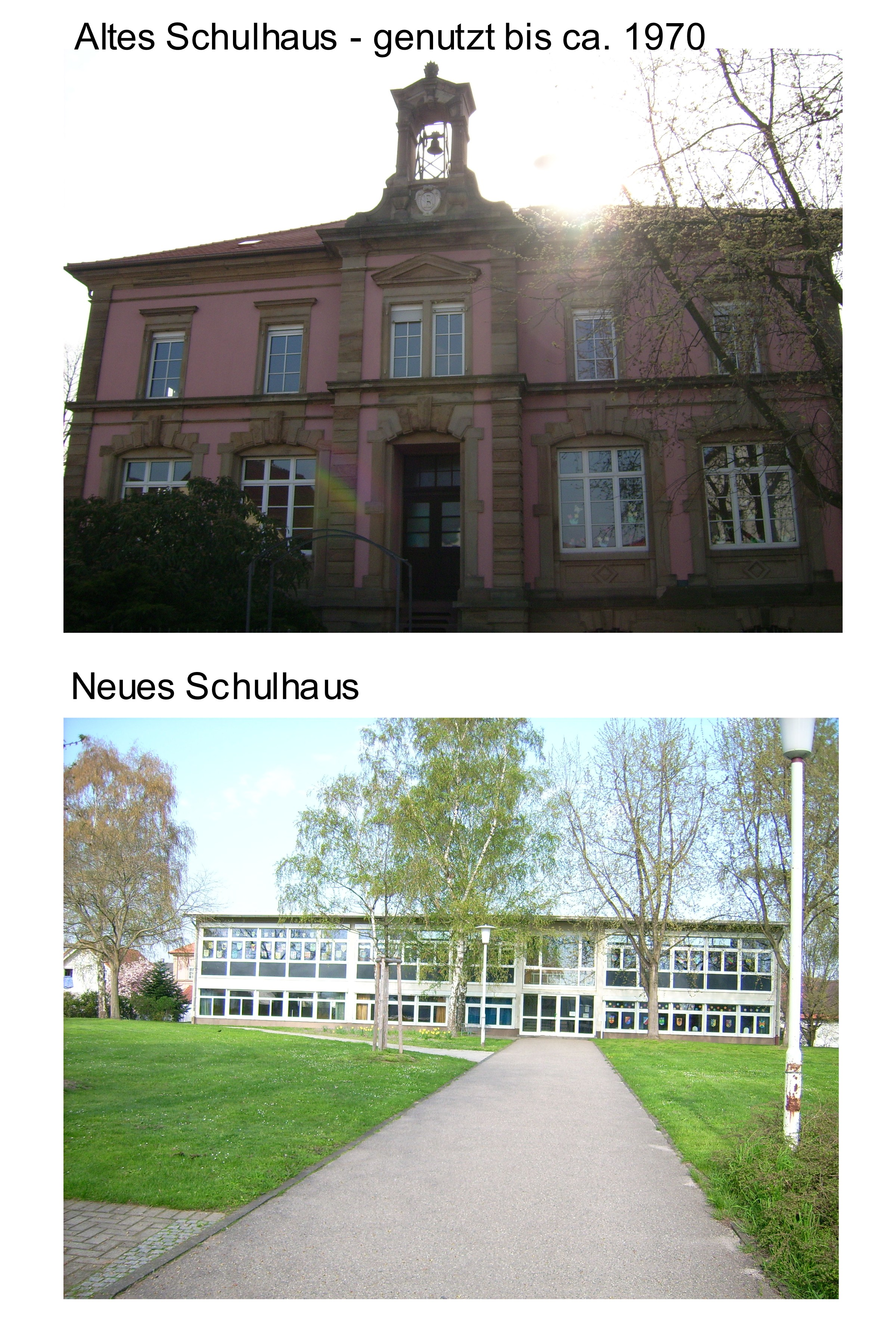
Oben: altes Schulhaus (Baujahr: 1888); unten: neues Schulhaus (Einweihung: 1963)

Büchenau verfügt über einen Kindergarten, eine Grundschule, ein Rathaus, mehrere Gasthäuser und Hotels, einen Entsorgungsbetrieb, eine Wache der Freiwilligen Feuerwehr, eine Volksbankfiliale und einen Penny-Markt.

### Grundschule
Das alte Schulgebäude wurde 1888 vollendet und beinhaltet zwei Klassenzimmer und eine Lehrerwohnung. Auf dem Dach befindet sich eine kleine Glocke aus dem Jahre 1768, welche vor dem Bau des alten Schulgebäudes die Rathausglocke war. Da bis 1963 ein neues Schulhaus gebaut wurde, wird das alte Schulhaus jetzt nur noch aushilfsweise benutzt.

### Wirtschaften
Neben dem heutigen Gasthaus „Ritter“ gab es noch drei weitere Wirtschaften in Büchenau. Das waren das Gasthaus „Engel“, welches 1951 schloss, das Gasthaus „Löwen“, welches 1970 schloss und das Gasthaus „Krone“, welches 1983 schloss. Bereits 1850 gab es im Gasthaus „Krone“ einen Festsaal für Veranstaltungen und der Garten des „Löwen“ wurde als Festplatz genutzt.

## Neubaugebiet – Gärtenwiesen
Das Neubaugebiet (Siehe Karte, grau schraffiert) wurde 2007 erschlossen und heißt „Gärtenwiesen“. Der Name stammt daher, dass sämtliche Straßen in Gärtenwiesen Blumennamen haben (z. B. Kornblumenweg, Margaritenweg …). Das Neubaugebiet bietet Platz für 92 Baugrundstücke, 138 Wohneinheiten und ca. 350 Personen. Es hat eine Größe von ca. 8,4 Hektar und kann ab Dezember 2007 bebaut werden.

## Infrastruktur
| Zahl             | Straße                   |
| ---------------- | ------------------------ |
| 1                | Au in den Buchen         |
| 2                | Gustav Laforsch-Straße   |
| 3                | Im Grün                  |
| 4                | Theodor-Storm-Straße     |
| 5                | Hubertusstraße           |
| 6                | Albert-Einstein-Straße   |
| 7                | Alfred-Nägele-Straße     |
| 8                | Spöcker Straße           |
| 9                | Lessingstraße            |
| 10               | Eduard-Mörike-Straße     |
| 11               | Albert-Schweitzer-Straße |
| 12               | Am See                   |
| grau schraffiert | Neubaugebiet             |

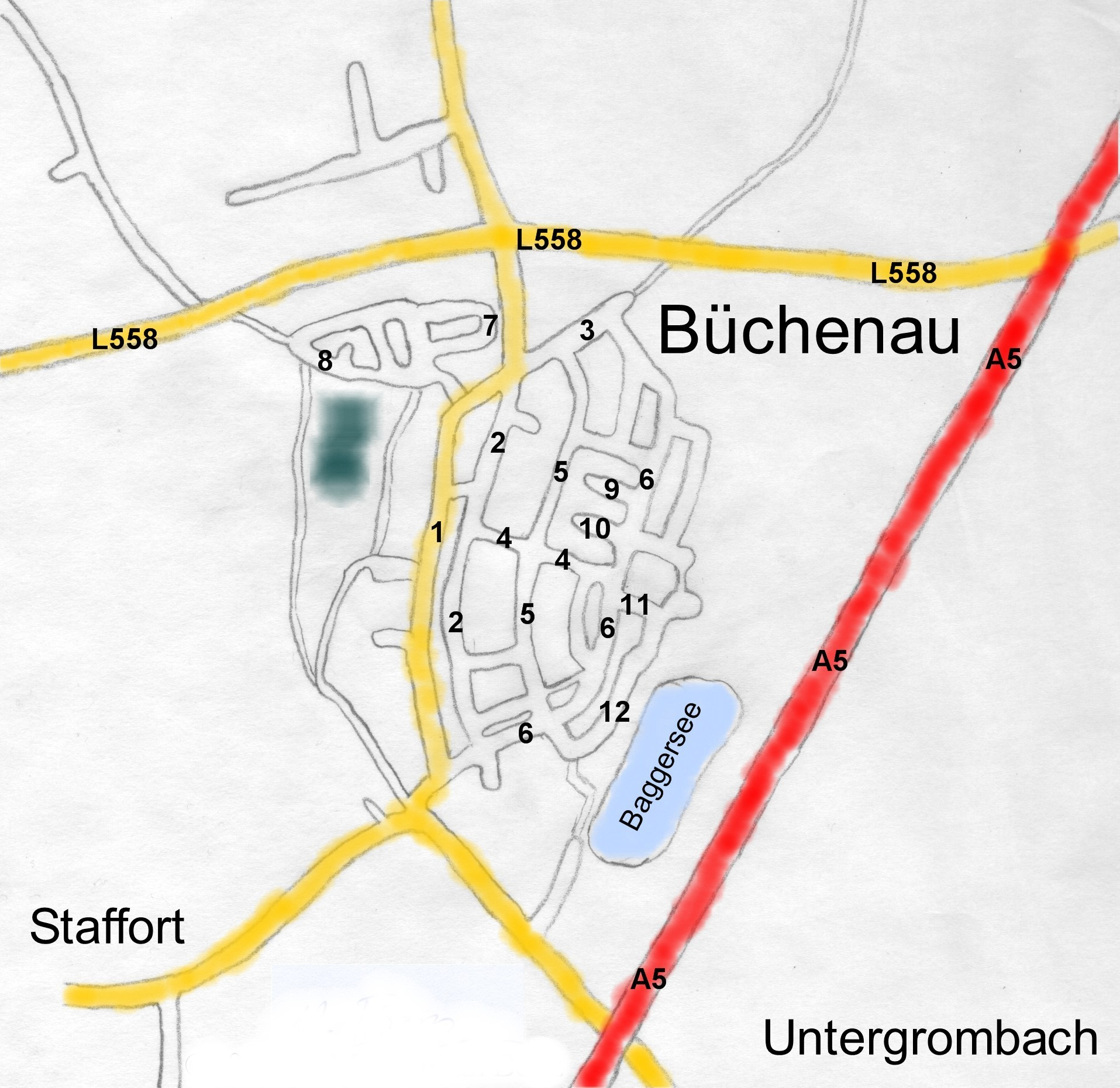
Ortsplan von Büchenau

Die erste Straße, die durch Büchenau führte, war die frühere Hauptstraße Au in den Buchen. Die zweite Straße, die angelegt wurde, war die Gustav-Laforsch-Straße. Sie verläuft parallel zur ersten Straße und wurde früher als Hintere Dorfstraße bezeichnet. Erst später, im Jahr 1972, wurde sie nach dem Lehrer Gustav Laforsch benannt.
Straßen, die Büchenau mit den umliegenden Dörfern und Städten verbinden, sind die Neutharder Straße, die Stafforter Straße sowie die Spöcker Straße.
Karlsdorf, Spöck, Bruchsal, Untergrombach und Staffort sind von Büchenau aus direkt erreichbar. Östlich von Büchenau verläuft die A5, zu welcher Büchenau keinen eigenen Anschluss hat.
Seit 1996 besteht eine Busverbindung nach Bruchsal.

## Kirchengemeinde
Die Kirchengemeinde in Büchenau heißt St. Bartholomäus. Die Kirche und das Pfarrhaus liegen im südöstlichen Teil des Dorfes und stehen mit 113 m ü.N.N. auf dem höchsten Platz Büchenaus. Der Gemeindepfarrer ist auch für die Kirchengemeinde in Karlsdorf und Neuthard zuständig.

### Maria-Hilf-Kapelle
Die Kapelle befindet sich am äußersten Rand Büchenaus. Sie wurde 1863/64 erbaut und 1998 renoviert.

#### Geschichte der Kapelle
| Jahr               | Ereignis                                           |
| ------------------ | -------------------------------------------------- |
| 1863/64            | Bau der Kapelle; eingeweiht am 5. Juni 1846        |
| 2./3. Februar 1945 | Starke Beschädigungen nach Fliegerangriff          |
| 1953               | Erneuerung der Kapelle; Weihe                      |
| 1968               | Restaurierung der Inneneinrichtungen               |
| 1996               | Generalsanierung                                   |
| 2007               | Offen für Besichtigung am Tag des offenen Denkmals |